# Washburn (Missouri)
Washburn è un comune degli Stati Uniti d'America, situato nello Stato del Missouri, nella contea di Barry.